# Zamarada ka
Zamarada ka là một loài bướm đêm trong họ Geometridae.